# Megachile ivonensis
Megachile ivonensis är en biart som beskrevs av Cockerell 1927. Megachile ivonensis ingår i släktet tapetserarbin, och familjen buksamlarbin. Inga underarter finns listade i Catalogue of Life.